# Fritz Kern (Historiker)
Max Friedrich Ludwig Hermann Kern (* 28. September 1884 in Stuttgart; † 21. Mai 1950 in Mainz) war ein deutscher Historiker, der sich insbesondere mit Rechts- und Verfassungsgeschichte des europäischen Mittelalters befasste. Er bekleidete Lehrstühle für Mittlere und Neuere Geschichte an den Universitäten Frankfurt am Main (1914–1922) und Bonn (1922–1947).

## Leben
Fritz Kern entstammte einem großbürgerlichen Elternhaus. Er war ein Sohn des württembergischen Staatsrats Hermann von Kern (1854–1932), hoher Beamter im Ministerium für Kirchen- und Schulwesen, und dessen Ehefrau Karoline (geb. Hufnagel, 1860–1944). Beide Großväter waren hochrangige Richter: Maximilian von Kern (1813–1887) war Präsident des Oberlandesgerichts Stuttgart, Ludwig von Hufnagel (1825–1900) war am selben Gericht Senatspräsident. Vater und Großväter gehörten dem württembergischen Personaladel an, ihre Titel waren also nicht erblich.
Kern besuchte von 1892 bis 1902 das humanistische Karls-Gymnasium Stuttgart. Er bestand 1902 die Reifeprüfung und studierte ab dem Wintersemester 1902/03 in Lausanne entsprechend der Familientradition Rechtswissenschaft, brach das Studium aber nach zwei Semestern ab und studierte anschließend zwei Semester Geschichte an der Universität Tübingen (bei Georg von Below) und vier Semester an der Friedrich-Wilhelms-Universität Berlin (vor allem bei Karl Zeumer). 1903 wurde er Mitglied der Tübinger Studentenverbindung Akademische Gesellschaft Stuttgardia. Ab 1905 war Mitarbeiter bei den Monumenta Germaniae Historica in Berlin. Bei Michael Tangl wurde er 1906 im Alter von 22 Jahren in Berlin mit der magna cum laude beurteilten Arbeit Dorsualkonzept und Imbreviatur. Zur Geschichte der Notariatsurkunde in Italien promoviert. Es folgten ausgedehnte Archivreisen (im Frühjahr und Sommer 1908 in Frankreich und England, im Frühling 1909 in Italien). Im 1909 erfolgte die Habilitation an der Universität Kiel mit der Schrift Grundlagen der französischen Ausdehnungspolitik bis zum Jahre 1308. 1913 wurde er außerordentlicher Professor in Kiel. 1914 erfolgte der Ruf als ordentlicher Professor für Mittlere und Neuere Geschichte an die Universität Frankfurt am Main. Ab 1922 lehrte er als Nachfolger von Friedrich von Bezold bis zu seiner Emeritierung im Jahr 1947 als Professor an der Universität Bonn. In Bonn beteiligte er sich unter anderem an der Waffenbeschaffung für die Reichswehr.
Während Kerns gesamter Professorenzeit war seine Lehrtätigkeit durch politische Aktivitäten geprägt. Von 1914 bis 1918 war er für das Auswärtige Amt und den Generalstab in Berlin tätig und war 1918/19 und zwischen 1924 und 1926 an den Veröffentlichungen des Großadmirals von Tirpitz beteiligt. Im Dezember 1919 übernahm Kern die Herausgabe der traditionsreichen Zeitschrift Die Grenzboten. Mit seinen journalistischen und publizistischen Tätigkeiten versuchte er aktiv in die Tagespolitik einzugreifen. Seit Mitte der 1920er und verstärkt seit Anfang der 1930er Jahre wandelte sich Kern zu einem Anhänger der Völkerverständigung und einer europäischen Aussöhnung. Dabei ging es ihm bis 1933 auch darum, eine nationalsozialistische Herrschaft in Deutschland zu verhindern. Der Abschied von seinen ultranationalistischen Positionen blieb jedoch ambivalent. Nach 1933 ging er in die Innere Emigration.
Allerdings unterhielt Kern bereits 1934 Beziehungen zu einer studentischen Widerstandsgruppe der KPD um Walter Markov an der Universität Bonn. Die Unterstützung dieser Gruppe setzte er auch nach der Inhaftierung von Walter Markov ab 1936, trotz der damit verbundenen Gefahr, bis zum Ende des Krieges fort. Bei Kriegsbeginn 1939 wollte Kern nach Berlin fahren, um sich seiner „alten Dienststelle“ von 1915/18, der Abwehrabteilung beim OKW zur Verfügung zu stellen. Dort hatte sich bereits unter der Leitung von Vizeadmiral Wilhelm Canaris und Generalmajor Hans Oster eine Opposition gegen die Kriegsvorbereitungen der NS-Staatsführung gebildet. Später reichten Kerns weitverzweigte Beziehungen über den preußischen Finanzminister Johannes Popitz und die Mittwochsgesellschaft auch in die Kreise der Widerstandsgruppe des 20. Juli 1944. Popitz hatte für Carl Friedrich Goerdeler, einen der führenden Verschwörer gegen Hitler, ein „Vorläufiges Staatsgesetz“ erarbeitet, das nach dem Putsch gegen Hitler in Deutschland in Kraft treten sollte. Um den Machtwechsel jedoch legal und ohne Blutvergießen zu erreichen, trat Popitz im Sommer 1943 über Carl Langbehn mit Heinrich Himmler in Kontakt, den er zu überreden versuchte, mit den Westmächten in Friedensverhandlungen zu treten. Zu diesem Zeitpunkt jedoch weigerte sich Himmler noch, diesem Vorschlag nachzukommen. Im Herbst 1944 aber war Kern tatsächlich Mitglied einer „Widerstandsgruppe“, die für die Anbahnung der Kapitulation abtrünniger SS-Führer bei USA-Kontaktpersonen in Bern eintrat. Ihr Ziel sei die Abkürzung des Krieges durch einen Separatfrieden mit den Westmächten gewesen. Doch die Alliierten gaben Himmlers Gesprächsangebot an die Presse weiter. Hitler reagierte mit einem Wutanfall, schloss Himmler aus der NSDAP sowie von allen Partei- und Staatsämtern aus und beauftragte den Sicherheitsdienst (SD) mit der Entlarvung seiner Mitverschwörer. So sah sich Kern kurz vor Kriegsende, am 27. April 1945, gezwungen, mit seiner Familie ins Schweizer Exil, aus dem er erst 1948 zurückkehren durfte. Im Exil arbeitete er wissenschaftlich an Themen zur Frömmigkeitsgeschichte Europas und Indiens. In Basel nutzte er die Bibliotheca Indica für seine Aśoka-Monographie und in Freiburg im Üechtland das Anthropos-Institut für die Vorarbeit an seiner Historia Mundi. In den Jahren 1949 und 1950 arbeitete er mit an der Planung und dem Aufbau des Instituts für europäische Geschichte in Mainz. Er übersiedelte nach Bad Godesberg und Mainz. Im selben Jahr konvertierte zum Katholizismus. Kern starb am 21. Mai 1950 im Stadtkrankenhaus von Mainz.
Kern war in erster Ehe (1909–1941) mit Bertha von Hartmann (* 1886), der jüngsten Tochter des Philosophen Eduard von Hartmann, verheiratet; aus der Ehe gingen ein Sohn und zwei Töchter hervor; in zweiter Ehe (1941) mit Elisabeth Charlotte, Tochter des Sanitätsrats Reinhold Ahrens und der Anna Spennemann; aus dieser Ehe ging ein Sohn hervor.

## Forschungsschwerpunkte
Kerns wissenschaftlicher Schwerpunkt war die vergleichende Rechts- und Verfassungsgeschichte des Mittelalters und die Universalgeschichte der Menschheit. Sein Hauptwerk Gottesgnadentum und Widerstandsrecht im früheren Mittelalter aus dem Jahr 1914 wurde grundlegend. Er beabsichtigte damit, eine „vergleichende Verfassungsgeschichte des Mittelalters“ zu schreiben und den „Zusammenhängen zwischen Recht und Weltanschauung“ nachzugehen. Gegenstand des Buches ist „das Verhältnis von Herrscher und Volk bei der Begründung der Herrschaft, während ihrer Ausübung und bei ihrer Beendigung“. Mit Kingship and law folgte 1939 eine englische Ausgabe. 1954 erfolgte durch Rudolf Buchner eine deutsche Neuausgabe des Werkes. Einflussreich war auch sein Aufsatz Recht und Verfassung im Mittelalter, in dem er das Recht aus dem überlieferten „Alten“ und „Guten“ herleitete. 1939 erschien seine universalhistorische Abhandlung Die Anfänge der Weltgeschichte. Nach dem Krieg hat Kern diesen Text noch einmal völlig umgearbeitet. In ihm brachte er seine Kulturkreislehre zur Anschauung, mit der er das Geschichtsbild des bürgerlich-liberalen Evolutionismus wie auch des biologistischen Sozialdarwinismus zu überwinden trachtete. Von der stark erweiterten Neufassung des Buches wurde jedoch nur noch der erste Teil fertig, „der die Jahrhunderttausende der Grundkultur ausführlich darstellt“, und der als Der Beginn der Weltgeschichte 1953 in Bern erschien. Seine Lehre wurde jedoch ab Anfang der 1960er Jahre wiederholt kritisiert.
Kerns frühe Arbeit zur französischen Expansionspolitik wurde ein Standardwerk. Im Jahr 2009 hat Jean-Marie Moeglin die von Kern formulierte These über eine dezidierte französische Expansionspolitik im Spätmittelalter auf Kosten des Reiches als Mythos bewertet. Johannes Liebrecht sieht Kerns nachhaltige Bedeutung darin, dass er „jenen Keil in die konstruktiv-dogmatisierende Rechts- und Verfassungshistoriographie des Mittelalters [trieb], von dem künftig die größte Hebelwirkung ausging“. Kern wäre damit als einer der Historiker identifiziert, der die Entwicklung zur sogenannten „Neuen Deutschen Verfassungsgeschichte“ der 1930er und 1940er Jahre maßgeblich beeinflusst habe.

## Schriften (Auswahl)
- Dorsualkonzept und Imbreviatur. Zur Geschichte der Notariatsurkunde in Italien, phil. Diss., Berlin 1906.[22]
- Die Anfänge der französischen Ausdehnungspolitik bis zum Jahr 1308. Mohr, Tübingen 1910.
- als Herausgeber: Acta Imperii Angliae et Franciae ab anno 1267 ad annum 1313. Dokumente vornehmlich zur Geschichte der auswärtigen Beziehungen Deutschlands. Mohr, Tübingen 1911 (Nachdruck. Olms, Hildesheim u. a. 1973, ISBN 3-487-04916-3).
- Die Reichsgewalt des deutschen Königs nach dem Interregnum. Zeitgenössische Theorien. In: Historische Zeitschrift, Bd. 106, 1911, S. 39–96 (Nachdruck: Libelli, Bd. 65. Wissenschaftliche Buchgesellschaft, Darmstadt 1966).
- Gottesgnadentum und Widerstandsrecht im früheren Mittelalter. Zur Entwicklungsgeschichte der Monarchie (= Mittelalterliche Studien. Bd. 1, H. 2, ZDB-ID 513361-0). Koehler, Leipzig 1914[23] (7. Auflage, unveränderter Nachdruck der 2. Auflage von 1954. Herausgegeben von Rudolf Buchner. Wissenschaftliche Buchgesellschaft, Darmstadt 1980, ISBN 3-534-00129-X).
  - englische Übersetzung: Kingship and law in the middle ages. Bd. 1: The divine right of kings and the right of resistance in the early middle ages. Bd. 2: Law and constitution in the middle ages. Studies. Blackwell, Oxford 1939.[24]
- Dante. 4 Vorträge zur Einführung in die Göttliche Komödie. Mohr, Tübingen 1914.
- Humana civilitas (Staat, Kirche und Kultur). Eine Dante-Untersuchung (= Mittelalterliche Studien. Bd. 1, Heft 1). Koehler, Leipzig 1913.[25]
- Recht und Verfassung im Mittelalter. In: Historische Zeitschrift. Bd. 120, 1919, S. 1–79, doi:10.1524/hzhz.1919.120.jg.1 (Sonderausgabe der Ausgabe von 1952. Books on Demand, Norderstedt 2008, ISBN 978-3-534-20883-8).
- Das Kappsche Abenteuer. Eindrücke und Feststellungen [zum Kapp-Putsch, verfasst am 24. März 1920]. In: Die Grenzboten 1920, Nr. 11/13, S. 318–346 (online), auch als Sonderdruck erschienen bei K. F. Koehler, Leipzig und Berlin 1920.
- Stammbaum und Artbild der Deutschen und ihrer Verwandten. Ein kultur- und rassengeschichtlicher Versuch. Lehmann, München 1927.
- Rassenmischung und Rasseninstinkt. In: Zeitschrift für Sexualwissenschaft und Sexualpolitik, 7. Januar 1929, S. 429–431 (online).
- Die Anfänge der Weltgeschichte. Ein Forschungsbericht und Leitfaden. Teubner, Leipzig u. a. 1933.
- Geschichte und Entwicklung (Evolution). Aus dem Nachlass herausgegeben von Liselotte Kern. Francke, Bern 1952.
- Der Beginn der Weltgeschichte (= Sammlung Dalp. Bd. 60), Bern 1953.
- Asoka. Kaiser und Missionar. Francke, Bern 1966.
- Skizzen zum Kriegsausbruch im Jahre 1914. Hrsg. u. eingeleitet von Hans Hallmann. Wissenschaftliche Buchgesellschaft, Darmstadt 1968.